# Municipio de Kennett
El municipio de Kennett (en inglés: Kennett Township) es un municipio ubicado en el condado de Chester en el estado estadounidense de Pensilvania. En el año 2000 tenía una población de 6451 habitantes y una densidad poblacional de 160,2 personas por km².

## Geografía
El municipio de Kennett se encuentra ubicado en las coordenadas 39°50′57″N 75°40′02″O / 39.84917, -75.66722.

## Demografía
Según la Oficina del Censo en 2000 los ingresos medios por hogar en la localidad eran de $85 104 y los ingresos medios por familia eran de $104 097. Los hombres tenían unos ingresos medios de $72 305 frente a los $42 083 para las mujeres. La renta per cápita de la localidad era de $46 669. Alrededor del 5,1% de la población estaba por debajo del umbral de pobreza.